# USS Kickapoo (1864)
USS Kickapoo був річковим монітором  з двома баштами типу «Мілвокі»,  побудованим для ВМС Союзу під час Громадянської війни в США. 

## Історія служби
Корабель підтримував сили Союзу під час операцій Мобіл, штат Алабама, коли вони атакували укріплення Конфедерації, що захищали місто  на початку 1865 року. 
Монітор врятував екіпаж однотипного «Мілвокі», коли той підірвався на міні 28 березня 1865 року. Наступного дня «Кіпапу» врятував екіпаж іншого річкового монітора, який також підірвався на міні, «Озарк». 
Корабель залишили в резерві після закінчення війни і продали 12 вересня 1874 року.